# Lijst van nummer 1-hits in de UK Singles Chart in 1973
Deze hits stonden in 1973 op nummer 1 in de UK Singles Chart:
| Datum        | Artiest                                          | Titel                                               |
| ------------ | ------------------------------------------------ | --------------------------------------------------- |
| 6 januari    | Little Jimmy Osmond & The Mike Curb Congregation | Long haired lover from Liverpool                    |
| 13 januari   | Little Jimmy Osmond & The Mike Curb Congregation | Long haired lover from Liverpool                    |
| 20 januari   | Little Jimmy Osmond & The Mike Curb Congregation | Long haired lover from Liverpool                    |
| 27 januari   | The Sweet                                        | Blockbuster                                         |
| 3 februari   | The Sweet                                        | Blockbuster                                         |
| 10 februari  | The Sweet                                        | Blockbuster                                         |
| 17 februari  | The Sweet                                        | Blockbuster                                         |
| 24 februari  | The Sweet                                        | Blockbuster                                         |
| 3 maart      | Slade                                            | Cum on feel the noize                               |
| 10 maart     | Slade                                            | Cum on feel the noize                               |
| 17 maart     | Slade                                            | Cum on feel the noize                               |
| 24 maart     | Slade                                            | Cum on feel the noize                               |
| 31 maart     | Donny Osmond                                     | The twelfth of never                                |
| 7 april      | Gilbert O'Sullivan                               | Get down                                            |
| 14 april     | Gilbert O'Sullivan                               | Get down                                            |
| 21 april     | Dawn                                             | Tie a yellow ribbon round the ole oak tree          |
| 28 april     | Dawn                                             | Tie a yellow ribbon round the ole oak tree          |
| 5 mei        | Dawn                                             | Tie a yellow ribbon round the ole oak tree          |
| 12 mei       | Dawn                                             | Tie a yellow ribbon round the ole oak tree          |
| 19 mei       | Wizzard & The Suedettes                          | See my baby jive                                    |
| 26 mei       | Wizzard & The Suedettes                          | See my baby jive                                    |
| 2 juni       | Wizzard & The Suedettes                          | See my baby jive                                    |
| 9 juni       | Wizzard & The Suedettes                          | See my baby jive                                    |
| 16 juni      | Suzi Quatro                                      | Can the can                                         |
| 23 juni      | 10CC                                             | Rubber Bullets                                      |
| 30 juni      | Slade                                            | Skweeze me pleeze me                                |
| 7 juli       | Slade                                            | Skweeze me pleeze me                                |
| 14 juli      | Slade                                            | Skweeze me pleeze me                                |
| 21 juli      | Peters & Lee                                     | Welcome home                                        |
| 28 juli      | Gary Glitter                                     | I'm the leader of the gang (I am)                   |
| 4 augustus   | Gary Glitter                                     | I'm the leader of the gang (I am)                   |
| 11 augustus  | Gary Glitter                                     | I'm the leader of the gang (I am)                   |
| 18 augustus  | Gary Glitter                                     | I'm the leader of the gang (I am)                   |
| 25 augustus  | Donny Osmond                                     | Young love                                          |
| 1 september  | Donny Osmond                                     | Young love                                          |
| 8 september  | Donny Osmond                                     | Young love                                          |
| 15 september | Donny Osmond                                     | Young love                                          |
| 22 september | Wizzard & The Suedettes & The Bleach Boys        | Angel fingers (A teen ballad)                       |
| 29 september | The Simon Park Orchestra                         | Eye level (theme from the tv series 'Van Der Valk') |
| 6 oktober    | The Simon Park Orchestra                         | Eye level (theme from the tv series 'Van Der Valk') |
| 13 oktober   | The Simon Park Orchestra                         | Eye level (theme from the tv series 'Van Der Valk') |
| 20 oktober   | The Simon Park Orchestra                         | Eye level (theme from the tv series 'Van Der Valk') |
| 27 oktober   | David Cassidy                                    | Daydreamer / The puppy song                         |
| 3 november   | David Cassidy                                    | Daydreamer / The puppy song                         |
| 10 november  | David Cassidy                                    | Daydreamer / The puppy song                         |
| 17 november  | Gary Glitter                                     | I love you love me love                             |
| 24 november  | Gary Glitter                                     | I love you love me love                             |
| 1 december   | Gary Glitter                                     | I love you love me love                             |
| 8 december   | Gary Glitter                                     | I love you love me love                             |
| 15 december  | Slade                                            | Merry Xmas everybody                                |
| 22 december  | Slade                                            | Merry Xmas everybody                                |
| 29 december  | Slade                                            | Merry Xmas everybody                                |

1952 ·
1953 ·
1954 ·
1955 ·
1956 ·
1957 ·
1958 ·
1959 ·
1960 ·
1961 ·
1962 ·
1963 ·
1964 ·
1965 ·
1966 ·
1967 ·
1968 ·
1969 ·
1970 ·
1971 ·
1972 ·
1973 ·
1974 ·
1975 ·
1976 ·
1977 ·
1978 ·
1979 ·
1980 ·
1981 ·
1982 ·
1983 ·
1984 ·
1985 ·
1986 ·
1987 ·
1988 ·
1989 ·
1990 ·
1991 ·
1992 ·
1993 ·
1994 ·
1995 ·
1996 ·
1997 ·
1998 ·
1999 ·
2000 ·
2001 ·
2002 ·
2003 ·
2004 ·
2005 ·
2006 ·
2007 ·
2008 ·
2009 ·
2010 ·
2011 ·
2012 ·
2013 ·
2014 ·
2015 ·
2016 ·
2017 ·
2018 ·
2019 ·
2020 ·
2021
- Nederland (Top 40)
- Nederland (Single Top 100)
- Vlaanderen (Radio 2 Top 30)
- Duitsland
- Verenigd Koninkrijk
- Verenigde Staten (Hot 100)